# Сан-Франсиско (Кордова)
Сан-Франсиско (исп. San Francisco) — город и муниципалитет в департаменте Сан-Хусто провинции Кордова в Аргентине.
Столица департамента Сан-Хусто. Четвёртый по численности населения город в провинции Кордова, где проживает более 61 260 человек (2008).
Сан-Франциско находится прямо на границе провинций Кордова и Санта-Фе, переходя в сантафеский город Фронтера. Город расположен в лесной зоне экотонов, между влажной Пампой и южным районом Чако. Климат субтропический с уровнем осадков около 855 миллиметров в год и хорошей гелиофанией. Нередки град, а летом проливные дожди, которые приводят к наводнению. Центр города находится на площади Сан-Мартин. Большая часть улиц мощёна булыжником.

## История
Город был основан 9 сентября 1886 года губернатором Санта-Фе Хосе-Бернардо Итурраспе по плану колонизации территории, принятому правительством провинции. Что касается названия города, то есть две версии, одна из них указывает на существование в его окрестностях форта, чьим небесным покровителем был святой Франциск из Ассизи. По другой версии, наиболее вероятной, основатель назвал город в честь небесного покровителя своего брата, которого звали Франсиско и который умер 14 апреля 1878 года.
Нынешнее местоположение Сан-Франсиско находится немного южнее первоначального поселения и датируется 1888 годом. Это перемещение было вызвано тем, что в это же время здесь проложили железнодорожные пути Кордовской центральной железной дороги, и жители перенесли свои дома поближе к станции. Поселение официально объявили городом в 1915 году. Большая часть населения Сан-Франсиско состоит из иммигрантов и беженцев из Европы, особенно из региона Пьемонт в Италии, времён Первой и Второй мировых войн.
До 1940-х годов в Сан-Франсиско не было водоснабжения. В 1950—1970-е годы город из сельскохозяйственного превратился в промышленный центр. Здесь был основан университет. Именно в это время через город была проложена автотрасса 19, связавшая его со столицами провинций Кордова и Санта-Фе. Старые железнодорожные пути Кордовской центральной железной дороги были разобраны в 1960-х годах. На этом месте теперь находится модернизированный центр города.